# 池住美穂
池住 美穂（いけずみ みほ、1985年4月21日 - ）は神奈川県出身の元女子バスケットボール選手である。シャンソンVマジック所属。ポジションはシューティングガード。

## 人物
桜花学園高校でインターハイ・ウィンターカップを各2回制覇。名門桜花にありながら1年時よりスタメンを奪取した有望選手であった。
卒業後、シャンソン化粧品に入社。
2008年には北京オリンピック最終予選の日本代表候補に選ばれる。
2009年にもウィリアム・ジョーンズカップ日本代表に選出されるが、故障により離脱。2015年引退、アシスタントコーチに就任。

## 経歴
- 桜花学園高 - シャンソン化粧品（2004年〜2015年）